# Tsai Ah-hsin
Tsai Ah-hsin (en chino tradicional, 蔡阿信; pe̍h-ōe-jī, Chhoà A-sìn; 1899–1990) fue la primera mujer médica del Taiwán colonial. Se graduó de la Escuela Médica de Tokio en 1921 e hizo su residencia en el Hospital Taihoku en el Taiwán japonés. En 1924, Tsai se casó con Peng Hua-ying, un activista por la independencia. Al año siguiente fundó su propio hospital en Taichung.  Allí creó un seminario para transformar a las comadronas en obstetras. De todos modos, tuvo que ponerle fin a esta actividad en 1938, cuando los japoneses, que habían invadido el norte de China el año anterior, fueron a sus clases y obligaron a las estudiantes a trabajar como enfermeras en los frentes de combate.
Se hizo una serie dramática sobre su vida, Wave Washing Hands, que ganó un premio Golden Bell en 2005, en su categoría.